# Pseudischyrocerus denticauda
Pseudischyrocerus denticauda is een vlokreeftensoort uit de familie van de Ischyroceridae. De wetenschappelijke naam van de soort is voor het eerst geldig gepubliceerd in 1931 door Schellenberg.